# Aphelandra micans
Aphelandra micans är en akantusväxtart som beskrevs av Moritz. och Wilhelm Vatke. Aphelandra micans ingår i släktet Aphelandra och familjen akantusväxter. Inga underarter finns listade i Catalogue of Life.